# プールポワン

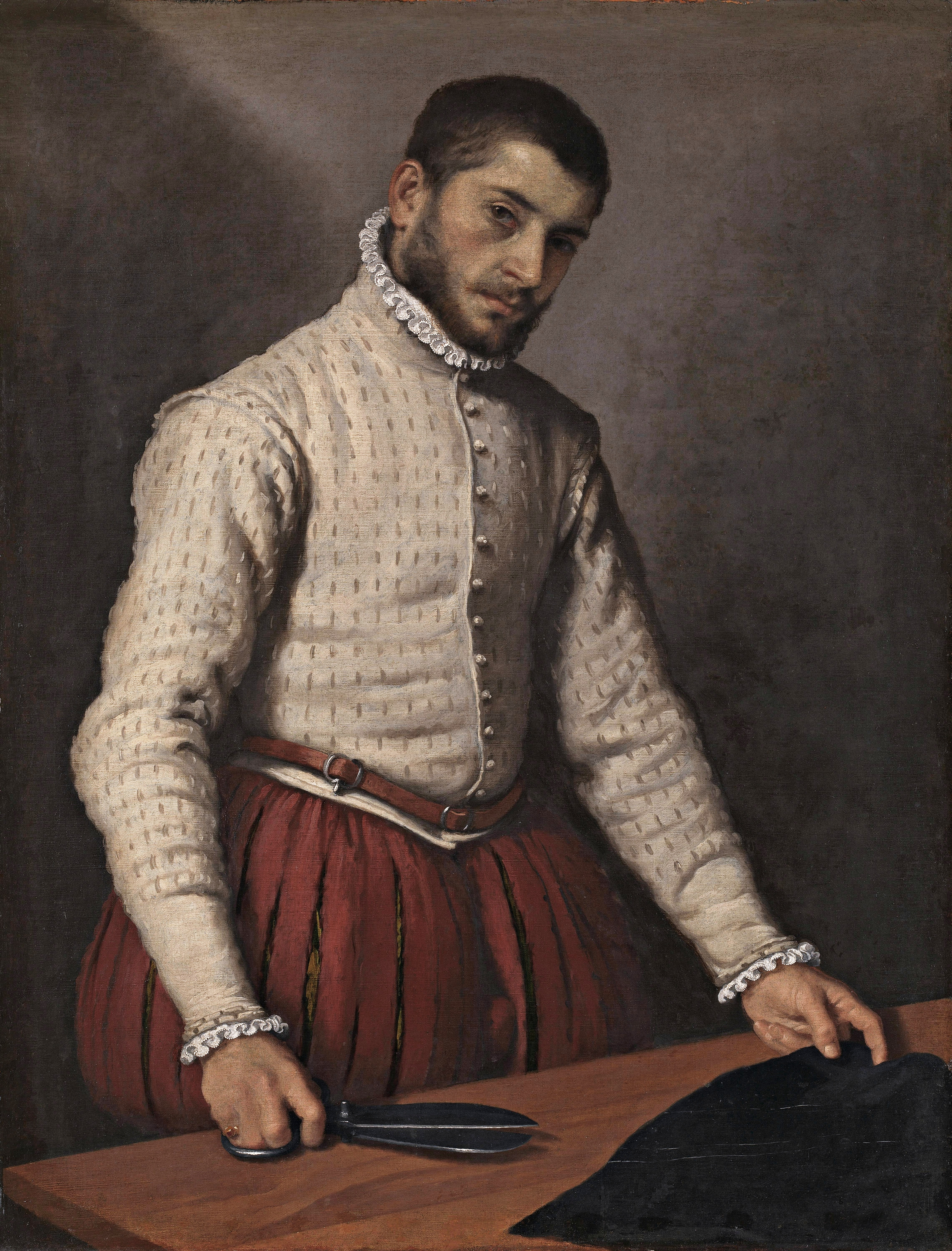
白いプールポワンを着た16世紀の仕立屋。

プールポワン（仏: pourpoint）は、14世紀半ばから17世紀にかけて西欧男子が着用した主要な上衣。ダブレット、ダブリット（英: doublet）とも呼ぶ。時代を通じ多様な形態が見られるが、詰め物・キルティングが施されたこと、袖つきであることが共通する。主に絹、ビロード、ウール、サテン、金銀糸織、寄せ布などの素材で作られ、スラッシュ (slash)、ペンド (paned)、リボン、レースなどで装飾されることもあった。

## 歴史

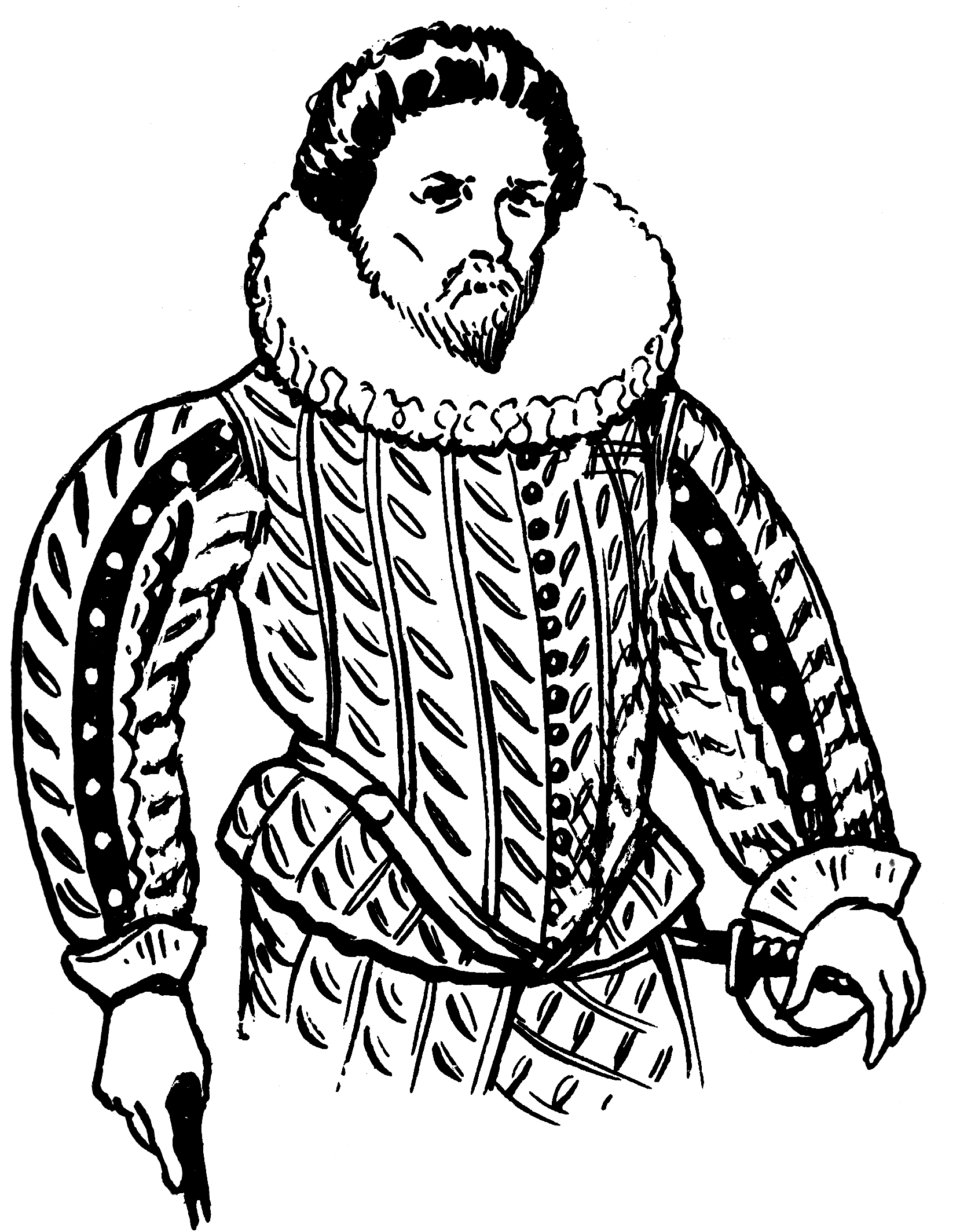
プールポワン・ア・ラ・パンスに襞衿をつけた例。

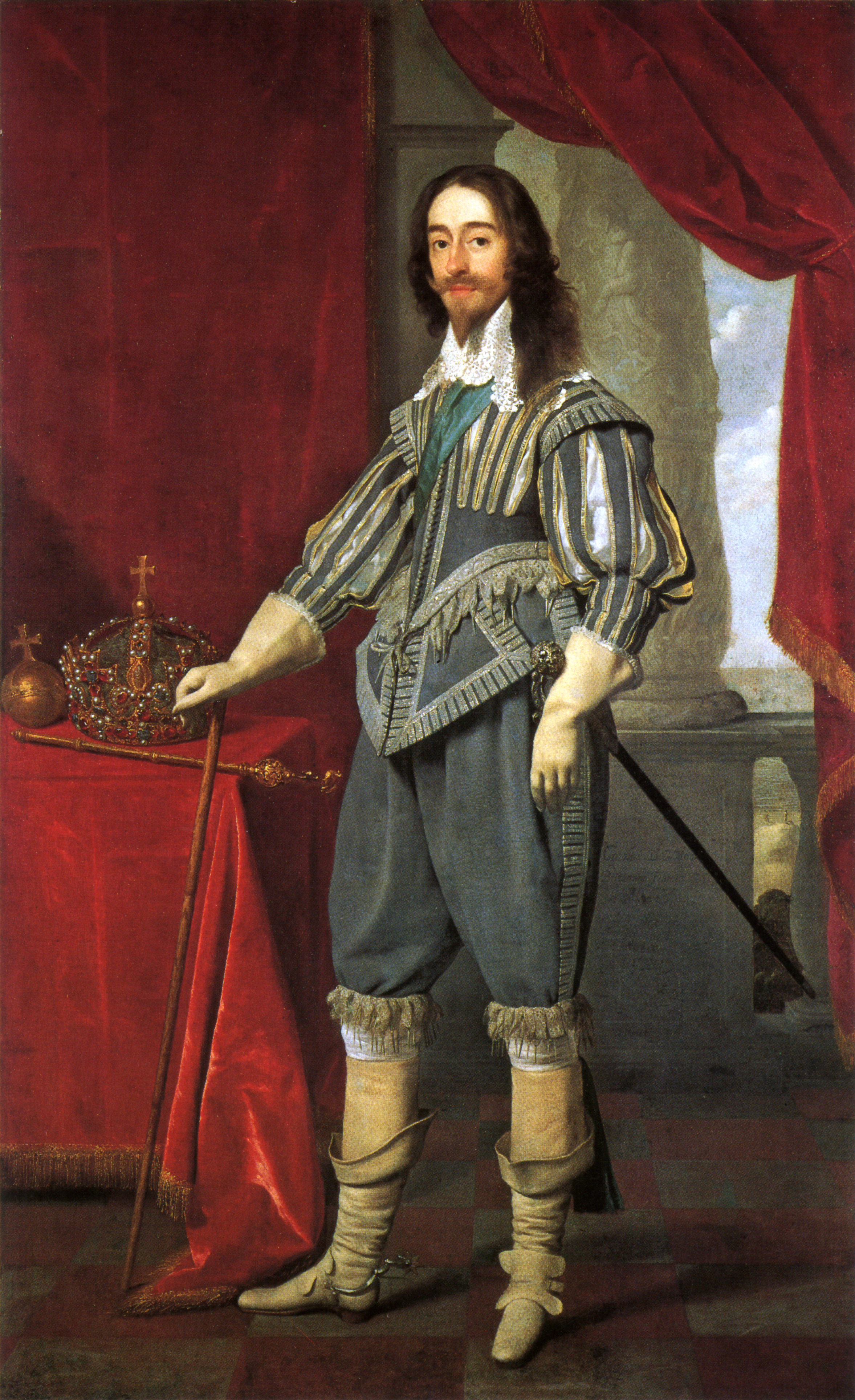
チャールズ1世の肖像。ダブレットの胸と袖に施されたスラッシュから白い裏地がのぞけている。

初期のプールポワンは鎖帷子の下もしくは上、鎧の下に着る胴衣だった。これは表布と裏布の間に麻屑などを詰めて刺し縫いし、防寒と防護の用とするものだった。下級兵士は鎧無しでプールポワンのみとすることもあった。
プールポワンが男子の一般服として使われるようになったのは14世紀半ば以降で、チュニック形式に代わる画期的衣服として、貴族のみならず商人・庶民もこれを着るようになった。この頃のプールポワンは全体にぴったりとして前でボタンがけし、胸に羊毛や麻屑の詰め物をして膨らませる一方、胴は細く作られた。丈は腰揚げまで達する程度で、下端を紐でもってショースと接合した。袖はぴったりした長袖で、肘から手首までボタンがけしたが、袖付け部分に芯を入れて膨らませたものもあった。初期のプールポワンには衿が無かったが、14世紀末からは立衿がつき、次第にそれが高くなっていった。素材には比較的贅沢な布地が使われ、貴族のものは通常ビロードや錦織で作られた。
15世紀のプールポワンは胴体にぴったりし、多くは立衿がつき、角型や丸型に大きくくくれた衿元から下のシュミーズを無造作にのぞかせていた。また、身頃と長袖を別仕立てとし、着用時に紐で結びつけることもあった。そうして各々を複数種類用意し、組み合わせによって様々なニュアンスを出したのである。この頃から、詰め物によるシルエットの誇張が強まりはじめた。
16世紀にはスペインの影響がプールポワンにも見られる。16世紀前半のプールポワンは全体を薄く、前面を特に厚く詰め物し、表からはステッチが見えないようにして詰め物を内側で押さえていた。ほどなく、詰め物によって広い肩・厚い胸といった威容を意図的に作り出し、さらにそれを強調するため（場合によってはコルセットを使ってまでして）胴を細めるようになった。また前ボタンや衿周りの装飾に凝る傾向が強まった。1530年代からはスペイン風に衿ぐりが高くなり、プールポワンの細い立て衿が首を取り巻きつつ、襞のついたシュミーズが内側で首を包み隠すようになった。
またこの頃流行していたスラッシュ（切り込み）がプールポワンにも取り入れられ、当初はスラッシュの合間から下のシュミーズがのぞけていたが、のちに配色を考えた裏地をあてて装飾性を高めるようになった。（庶民が着たプールポワンも、素材こそ貴族のものほど贅沢でなく詰め物も薄かったが、スラッシュが入っていた点は共通する。）身頃と別仕立てにされた長袖は、プールポワンの豪華さと表現力を左右する重要なパーツとして、スラッシュ、パフ、詰め物など様々な工夫が凝らされた。身頃と長袖の結び目を隠すためエポーレット（仏: épaulette、英: wings）という飾布（かざりぬの）が使われたが、この肩飾りは威容を強調する効果もあった。
16世紀後半には、胸から腹にかけて前面を特に盛り上げ、下端を逆三角形に尖らせるスタイルが流行した。これはプールポワン・ア・ラ・パンス（仏: pourpoint à la panse）、あるいは単にパンス、あるいはピースコッド・ベリード（英: peascod bellied）と呼ばれ、その形状は防具に由来すると考えられる。袖の種類も増え、衣服全体にものものしさを与えるため、袖の上半分を大きく膨らませた羊足型の袖も現れた。また衿はひときわ高くなり、ついには幅広の硬い立衿の内側に襞衿（ラフ）をつけることが流行した。
17世紀に入り、1630年代以降プールポワンは次第にゆるやかな、腰を覆う程度の丈の長いものになった。1640年代には詰め物やスラッシュも廃れ、袖の装飾性も陰を潜めた。また襞衿でなく、フラット・カラーの別衿をプールポワンの立衿の内側に取り付け、肩のあたりまで広く表衿で覆った。
これらは三十年戦争の騎士の姿からきた流行であり、戦争の影響で上流階級までもが誇示的なスタイルより着心地の良さを求めるようになっていた。
17世紀半ばにはプールポワンの着丈・袖丈は極端に短くなり、衿元・袖先・腹部から下のシュミーズが溢れ出るようなスタイルとなって上衣と言えないまでに縮小し、ジュストコールの下に着るヴェストとなっていった。

## 語源
フランス語のプールポワンは pour と point の合成語であり、古フランス語で「キルティングを施す」を意味する pourpoindre に由来する。プールポワンはその初期においては、オウクトン (auqueton)、ギャンポワゾン (gamboison) などの武装服の総称だった。
英語のダブレットは double に接尾辞 t をつけたものであり、これも古フランス語で「二重にされたもの」を意味する doublet に由来する。ダブレットという語が定着する前はジポン (gipon) と呼ばれていた。
日本語の「襦袢」はプールポワンに由来する。16世紀末から17世紀にかけて日本を訪れた南蛮人は貴族から従僕に至るまでプールポワンを着ており、これはポルトガル語でジュバン、ジバン（葡: gibão）と呼ばれていた。このジュバンを着物の下に着て立衿を高く見せる異国風スタイルが日本で流行し、これが襦袢の語源となった。